# Amparo Jiménez López (nacida en 1996)
Amparo Jiménez López, conocida deportivamente como Ampi, (Gijón, España, 8 de marzo de 1996) es una jugadora española de fútbol sala. Juega de universal y su equipo actual es el FSF Móstoles de la Segunda División de fútbol sala femenino de España

## Trayectoria
Llegó a las categorías inferiores del CD Leganés FS en la temporada 2010-11 siendo cadete, ha pasado por todas las categorías inferiores del club hasta que debutó con el primer equipo del Leganés el 10 de enero de 2015 en un partido de segunda división contra el Simancas, al siguiente año consigue el ascenso a primera división y su primer partido en primera fue en el debut del Leganés en primera división contra el Rubí el 10 de septiembre de 2016. En la temporada 2021-22 ficha por el CDB Almagro FS, al año siguiente vuelve a Madrid y ficha por el FSF Móstoles.
También ha jugado en numerosas ocasiones con las selecciones de la Comunidad de Madrid, quedando subcampeona de España en 2015 con la sub-21.

## Estadísticas

### Clubes
Actualizado al último partido jugado el 29 de mayo de 2023.
| Club | Div.          | Temporada     | Liga  | Liga  | Liga       | Liga      | Copas nacionales(1) | Copas nacionales(1) | Copas nacionales(1) | Copas nacionales(1) | Torneos internacionales(2) | Torneos internacionales(2) | Torneos internacionales(2) | Torneos internacionales(2) | Total(3) | Total(3) | Total(3)   | Total(3)  |
| Club | Div.          | Temporada     | Part. | Goles | Amonestado | Expulsado | Part.               | Goles               | Amonestado          | Expulsado           | Part.                      | Goles                      | Amonestado                 | Expulsado                  | Part.    | Goles    | Amonestado | Expulsado |
| --- | ------------- | ------------- | ----- | ----- | ---------- | --------- | ------------------- | ------------------- | ------------------- | ------------------- | -------------------------- | -------------------------- | -------------------------- | -------------------------- | -------- | -------- | ---------- | --------- |
| Leganés FS · España | 2.ª           |               |       |       |            |           |                     |                     |                     |                     |                            |                            |                            |                            |          |          |            |           |
| Leganés FS · España | 2.ª           | 2014-15       | 5     | 2     | -          | -         | -                   | -                   | -                   | -                   | -                          | -                          | -                          | -                          | 5        | 2        | -          | -         |
| Leganés FS · España | 2.ª           | 2015-16       | 22    | 3     | -          | -         | -                   | -                   | -                   | -                   | -                          | -                          | -                          | -                          | 22       | 3        | -          | -         |
| Leganés FS · España | 1.ª           |               |       |       |            |           |                     |                     |                     |                     |                            |                            |                            |                            |          |          |            |           |
| Leganés FS · España | 2016-17       | 29            | 6     | 7     | 0          | -         | -                   | -                   | -                   | -                   | -                          | -                          | -                          | 29                         | 6        | 7        | 0          |           |
| Leganés FS · España | 2017-18       | 27            | 3     | 6     | 0          | -         | -                   | -                   | -                   | -                   | -                          | -                          | -                          | 27                         | 3        | 6        | 0          |           |
| Leganés FS · España | 2018-19       | 28            | 3     | 3     | 0          | -         | -                   | -                   | -                   | -                   | -                          | -                          | -                          | 28                         | 3        | 3        | 0          |           |
| Leganés FS · España | 2019-20       | 22            | 1     | 3     | 0          | 2         | 0                   | 0                   | 0                   | -                   | -                          | -                          | -                          | 24                         | 1        | 3        | 0          |           |
| Leganés FS · España | 2020-21       | 2             | 0     | 0     | 0          | 0         | 0                   | 0                   | 0                   | -                   | -                          | -                          | -                          | 2                          | 0        | 0        | 0          |           |
| Leganés FS · España | Total club    | Total club    | 133   | 18    | 19         | 0         | 2                   | 0                   | 0                   | 0                   | -                          | -                          | -                          | -                          | 135      | 18       | 19         | 0         |
| CDB Almagro FS · España |               |               |       |       |            |           |                     |                     |                     |                     |                            |                            |                            |                            |          |          |            |           |
| 2.ª |               |               |       |       |            |           |                     |                     |                     |                     |                            |                            |                            |                            |          |          |            |           |
| 2021-22 |               | -             | -     | -     | -          | -         | -                   | -                   | -                   | -                   | -                          | -                          |                            | -                          | -        | -        |            |           |
| Total club | Total club    | -             | -     | -     | -          | -         | -                   | -                   | -                   | -                   | -                          | -                          | -                          | -                          | -        | -        | -          |           |
| FSF Móstoles · España |               |               |       |       |            |           |                     |                     |                     |                     |                            |                            |                            |                            |          |          |            |           |
| 1.ª |               |               |       |       |            |           |                     |                     |                     |                     |                            |                            |                            |                            |          |          |            |           |
| 2022-23 | 26            | 2             | 0     | 0     | 2          | 0         | 0                   | 0                   | -                   | -                   | -                          | -                          | 28                         | 2                          | 0        | 0        |            |           |
| Total club | Total club    | 26            | 2     | 0     | 0          | 2         | 0                   | 0                   | 0                   | -                   | -                          | -                          | -                          | 28                         | 2        | 0        | 0          |           |
| Total carrera | Total carrera | Total carrera | 159   | 20    | 19         | 0         | 4                   | 0                   | 0                   | 0                   | -                          | -                          | -                          | -                          | 163      | 20       | 19         | 0         |
| (1) Incluye datos de Copa de España / Supercopa de España. (2) Incluye datos de Campeonato de Europa de Clubes, Recopa y Copa Intercontinental. (3) No incluye datos de partidos amistosos. |               |               |       |       |            |           |                     |                     |                     |                     |                            |                            |                            |                            |          |          |            |           |

## Palmarés y distinciones
Liga Juvenil: 1
2012-13
Copa Cadete: 1
2010-11